# Juchilestes liaoningensis
Il juchileste (Juchilestes liaoningensis) è un mammifero estinto, appartenente agli eutriconodonti. Visse nel Cretaceo inferiore (Aptiano, circa 123 milioni di anni fa) e i suoi resti fossili sono stati ritrovati in Cina.

## Descrizione
Questo animale doveva assomigliare forse a un piccolo opossum. L'olotipo conserva un cranio parziale e la dentatura completa, che hanno permesso di ricostruire per la prima volta con più precisione il grado di evoluzione "anfilestide" degli eutriconodonti. Uno studio operato sui fossili di Juchilestes ha rivelato che questo animale possedeva la dentatura inferiore molto simile a quella di animali già noti, come Phascolotherium e Amphilestes, ma che possedeva i molari mediani superiori con cuspidi ad angolo ottuso. Il petroso, inoltre, era simile a quello di altri eutriconodonti e degli spalacoteroidi.

## Classificazione
Juchilestes liaoningensis venne descritto per la prima volta nel 2010, sulla base di un cranio parziale con mandibole ritrovato nella formazione Yixian nei pressi di Lujiatun (Liaoning, Cina). I fossili indicano che questo animale apparteneva agli eutriconodonti, un gruppo di mammiferi arcaici dai molari dotati di tre cuspidi poste in linea; in particolare, Juchilestes ha permesso di comprendere come, all'interno degli eutriconodonti, il piccolo gruppo degli anfilestidi potrebbe non essere monofiletico (e forse nemmeno gli eutriconodonti stessi). In ogni caso, Juchilestes sembrerebbe far parte di una radiazione evolutiva di eutriconodonti comprendente anche Hakusanodon del Cretaceo inferiore del Giappone.